# Нападение турецких пиратов на Исландию
Нападение берберских пиратов на Исландию (исл. Tyrkjaránið — турецкие похищения, тур. İzlanda seferi — Исландский поход или Поход на Исландию), — серия пиратских рейдов, совершённых 4—19 июля 1627 года. Нападению подверглась как восточная часть Исландии, так и южные острова Вестманнаэйяр. Около 400 исландцев было похищено пиратами для продажи в рабство. Тех, кто оказывал сопротивление, жестоко убивали. Так как старые или больные рабы не имели ценности в государствах Варварского берега, пожилых людей запирали в церковь, которую затем поджигали. Один из немногих сумевших вернуться из плена — священник Оулавюр Эйильссон — позже написал книгу об этих событиях.
Собственно турок среди нападавших было немного, большинство пиратов составляли арабы, немалую часть — голландцы и другие европейцы. Сам предводитель рейда — Мурат-реис младший — тоже был голландцем, принявшим ислам. «Турецкими» пиратов называли оттого, что Берберийский берег номинально входил в состав Османской империи.